# Headscan
Headscan — канадский музыкальный дуэт из Монреаля, состоящий из Клода Шарнье (фр. Claude Charnier) и Кристиана Померло (фр. Christian Pomerleau).

## История
Клод и Кристиан выступали на монреальской альтернативной сцене до объединения в 2000 году в группу Headscan.
В 2001 году Headscan подписывается на лейбл Artoffact Records, где они издают свой дебютный альбом «Shaper and Mechanist». Альбом был очень тепло встречен.
В 2002 году выходит совместно с группой Implant альбом «Uturn 2: An Exploration In Techno».
В сентябре 2005 года Headscan присоединяется к лейблу Alfa Matrix для выпуска их нового альбома «Pattern Recognition». Headscan одни из лидеров канадской electro-industrial сцены.
Кроме этих релизов Headscan выпустил множество ремиксов, а также их песни входят в множество сборников. В 2008 году, например, был сделан ремикс на песню «The Gun Song» группы Ayria.

## Дискография

### Альбомы
- Shaper And Mechanist (Alfa Matrix, 2001)
- Uturn 2: An Exploration In Techno (совместно с Implant) (Alfa Matrix, 2002)
- Pattern Recognition (Alfa Matrix, 2005)

### EP
- High-Orbit Pioneers (Headscan, 2000)
- Dead Silver Sky (Alfa Matrix, 2004)
- Lolife 1 (Alfa Matrix, 2004)
- Lolife 2 (Alfa Matrix, 2004)

### Клипы
- Dead Silver Sky — посмотреть клип на YouTube
- Lolife — посмотреть клип на YouTube
- Sentinel — посмотреть клип на YouTube